# Weinnäpfchen

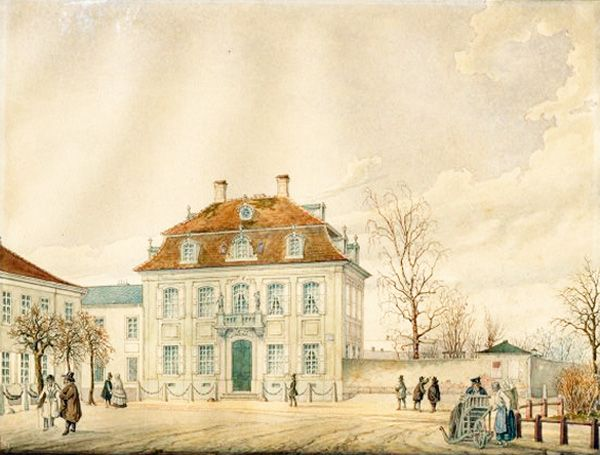
Das Weinnäpfchen um 1840

Das Weinnäpfchen hießen ein Grundstück und ein darauf errichtetes barockes Wohngebäude am Südostende das Augustusplatzes in Leipzig am Beginn der damals noch auf den Augustusplatz einmündenden Johannisgasse.

## Geschichte
1747 wurde an der nordwestlichen Ecke des Großbosischen Gartens samt Vorwerk ein Stück als Weingarten abgetrennt und darauf mit Zugang vom Augustusplatz ein Wohnhaus errichtet, das 1799 das Simonsche Haus genannt wird. Ab etwa 1820 hießen Haus und Grundstück Weinnäpfchen.

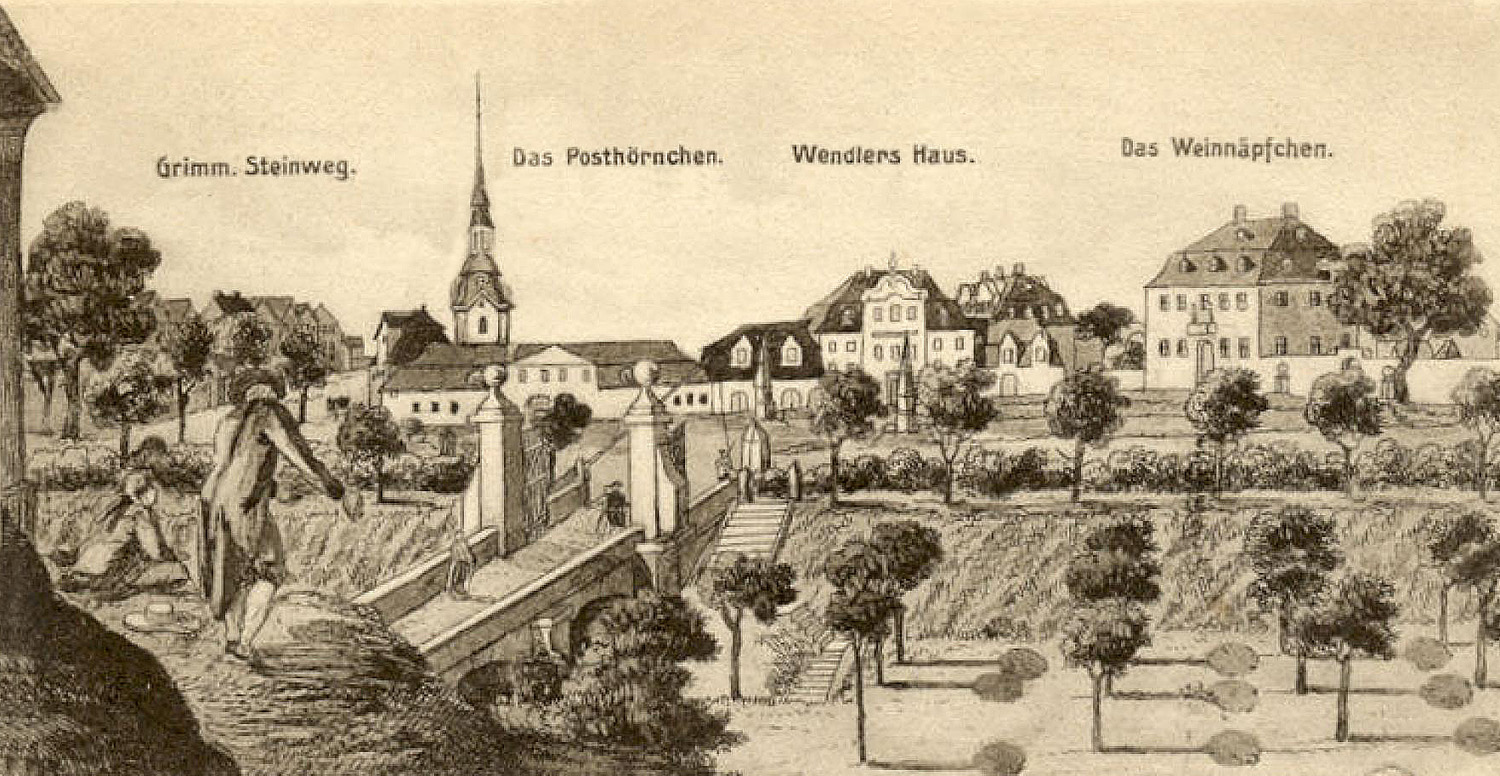
Das Weinnäpfchen am Augustusplatz mit dem noch unverfüllten Stadtgraben

Im Zusammenhang mit dem Bau des Museums der bildenden Künste (ugs. „Bildermuseum“), das an das Weinnäpfchen-Grundstück grenzte, und der Anlage der Ringstraße kaufte 1858 die Stadt Leipzig das Grundstück, parzellierte es und ließ das Haus abtragen. Auf einem der Grundstücke wurde an der Grenze des Augustusplatzes zum Roßplatz das Stadtwohnhaus des Bankiers Oskar von Hoffmann errichtet, das 1928 dem Europahaus weichen musste.

## Beschreibung
Das Weinnäpfchen war ein zweigeschossiger Bau mit fünf Fensterachsen an den Längs- und drei Fensterachsen an den Schmalseiten. Die oberen Fenster zur Straße wiesen Segmentbögen auf, und über dem Eingang in der Mitte befand sich ein kleiner Austritt mit zwei steinernen Statuen, die das Götterpaar Vertumnus und Pomona darstellten. Einem Leipziger Stadtplan von 1823 ist zu entnehmen, dass das Haus nach der Gartenseite einen halbrunden Balkon oder Erker besaß. Nach Osten schloss sich ein kleines Nebengebäude an.
Das Walmdach war in Mansardform ausgeführt. Die Längsseiten trugen im unteren Teil drei verzierte Walmgauben, die Schmalseiten zwei. Kleinere Gauben im Oberteil zeigten Rundfenster.